# Gymnázium Jaroslava Žáka
Gymnázium Jaroslava Žáka v Jaroměři je státní gymnázium v Královéhradeckém kraji, které nabízí vzdělávání ve čtyřleté i osmileté formě. Nese pojmenování po prvorepublikovém pedagogovi, spisovateli a humoristovi Jaroslavu Žákovi, který zde působil jako profesor latiny a francouzštiny. 
Gymnázium bylo založeno v roce 1919. V letech 1925–1928 byla vystavěna nová funkcionalistická budova školy, jejímž autorem byl architekt Oldřich Liska.

## Významní absolventi

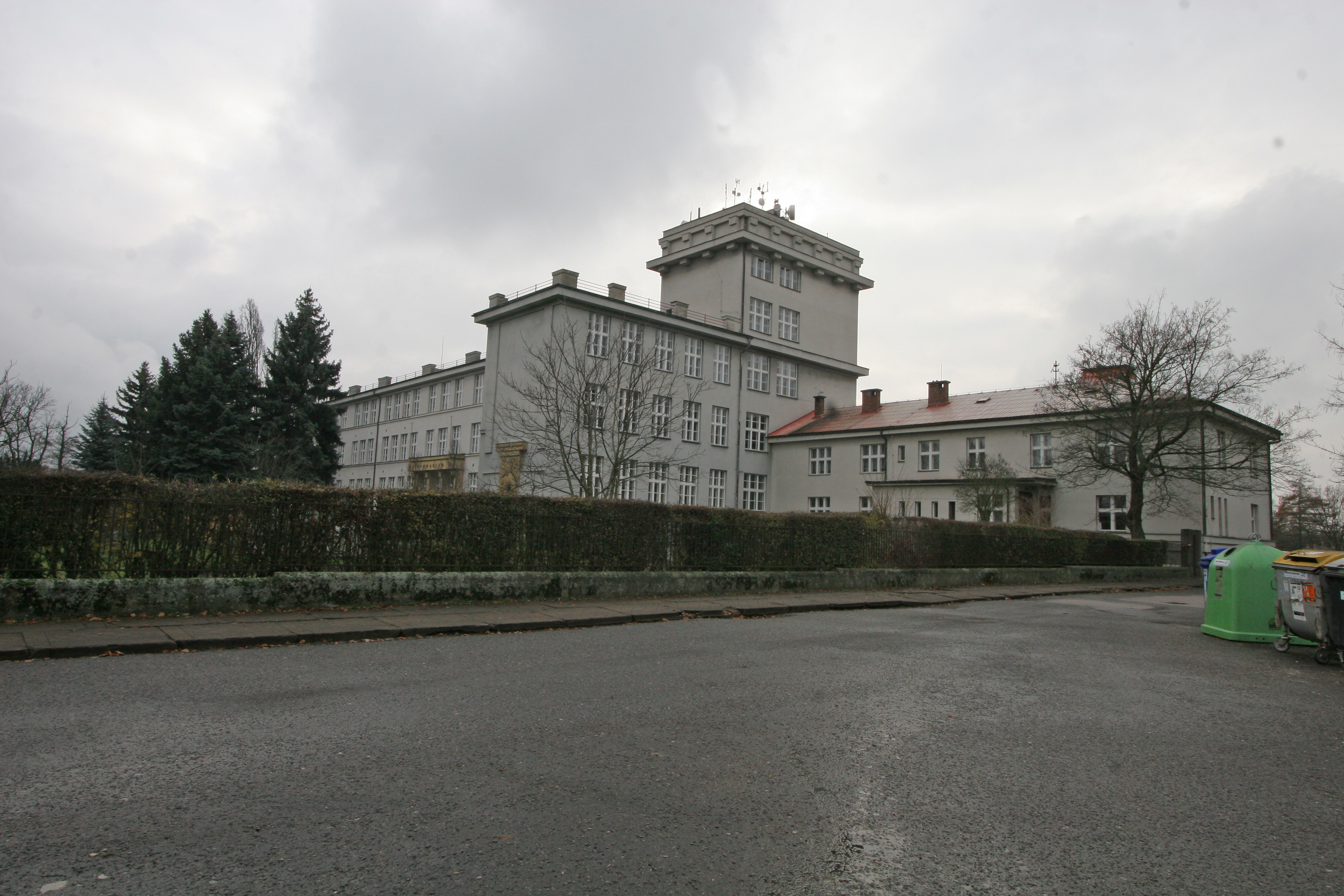
Pohled na budovu gymnázia

- František Černý, český teatrolog, divadelní kritik, profesor Filozofické fakulty Univerzity Karlovy
- Miroslav Ivanov, spisovatel, zakladatel české literatury faktu
- Zdeněk Veselovský, zoolog, dlouholetý ředitel ZOO Praha
- Jan Blahoslav Lášek, teolog, církevní historik, emeritní děkan Husitské teologické fakulty Univerzity Karlovy
- Jiří Štěpán, historik, bývalý hejtman Královéhradeckého kraje